# Tamáska Mária
| Tamáska Mária                             | Tamáska Mária                             |
| Kattints az alábbi külső linkek egyikére! | Kattints az alábbi külső linkek egyikére! |
| ----------------------------------------- | ----------------------------------------- |
| Nem található szabad kép.(?)              |                                           |
| külső link · jogvédett                    | Tamáska Mária                             |

Kádár Jánosné Tamáska Mária (született Tomaska Mária, Budapest, 1912. április 8. – Budapest, 1992. március 30.) Kádár János politikus felesége.

## Élete
Apai ágról szlovák eredetű agrárproletár család gyermeke, szülei Tomaska József (1880–1933) és Tinka Mária (1878–1924). Polgári iskolát végzett (4 évfolyam), hamar alkalmazásba állt, előbb mint irodai segéderő, később adminisztrátorként. Nagyon fiatalon a Szociáldemokrata Párt józsefvárosi szervezetének tagja lett, szakszervezeti könyvtárosként tevékenykedett. Ott ismerkedett meg az akkor még Csermanek János nevet viselő Kádár Jánossal. 1933. október 22-én házasságot kötött Róna Ottóval, aki szintén tagja volt a mozgalomnak. A házasságnak háromévi különélés után 1948-ban lett vége.
Kádár Jánossal 1949. július 19-én keltek egybe. Tamáska Mária ekkor az ÁVH-nak a Postára kihelyezett levélfelbontó részlegén dolgozott mint kiértékelő.
Miután Kádárt 1951-ben letartóztatták és elítélték, a feleségét is kitették állásából. Egy játékbabákat összeszerelő üzembe került Pest külvárosában. Itt a visszaemlékezések szerint rosszul fogadták, miután osztályidegennek minősülő felső középosztálybeli és arisztokrata származású munkatársak közé került, és nem akarták eleinte elhinni neki, hogy nem kémként került oda titkos megbízatással.
Barcs Sándor, az MTI vezérigazgatója (valószínűleg 1953-ban, de még Kádár János börtönévei idején) személyzeti osztályvezetőnek felvette az MTI-be, ahol 1956 októberig dolgozott.
1958-tól a Minisztertanács Tájékoztatási Hivatalának osztályvezetője lett, feladata többek között a külföldi emigráns sajtó kiértékelése volt. 1974-ben a Tájékoztatási Hivatal hivatalvezető-helyettese volt.
A nyarakat rendszeresen a balatonaligai MSZMP üdülőben töltötték. A férjével gyakran utaztak a Keleti blokk országaiba. 1977-ben a Vatikánba is ellátogattak. Idősebb korában sokat betegeskedett, gyakran szorult hosszan tartó egészségügyi ellátásra.

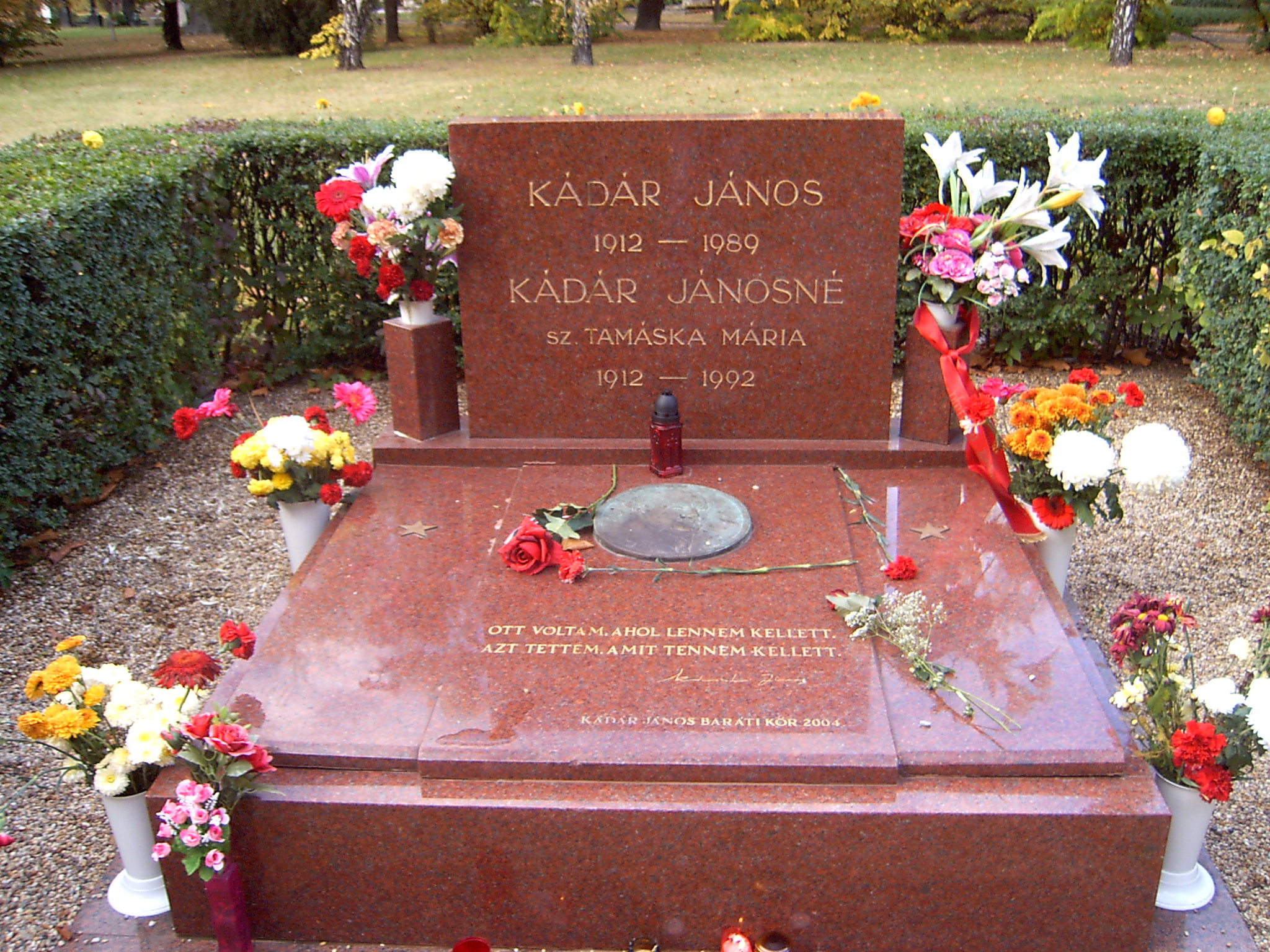
Kádár Jánosné Tamáska Mária férjével közös sírja.

1989-ben megözvegyült, ezután idejét a néhai férje emlékét ápoló alapítvány támogatásának szentelte, 1992-ben halt meg. 2007. május 2-án a budapesti Fiumei úti temetőben férjével közös sírját ismeretlenek meggyalázták, Tamáska Mária hamvai eltűntek a sírból.

## Alakja a művészetekben

### Színház
- Kornis Mihály: Kádárné balladája